# Lille Robinson Crusoe
Lille Robinson Crusoe (originaltitel Little Robinson Crusoe) er en amerikansk stumfilm fra 1924 af Edward F. Cline.

## Medvirkende
- Jackie Coogan som Mickey Hogan
- Daniel J. O'Brien
- Will Walling
- Tom Santschi som Dynes
- Clarence Wilson
- Eddie Boland
- Noble Johnson som Marimba
- Tote Du Crow
- Bert Sprotte som Adolphe Schmidt
- Gloria Grey som Gretta Schmidt